# Коломб, Мишель
Мишель Коло́мб (фр. Michel Colombe; около 1430, Бретань, Франция — после 1512) — французский скульптор. Крупнейший мастер второй половины XV — начала XVI в.

## Биография

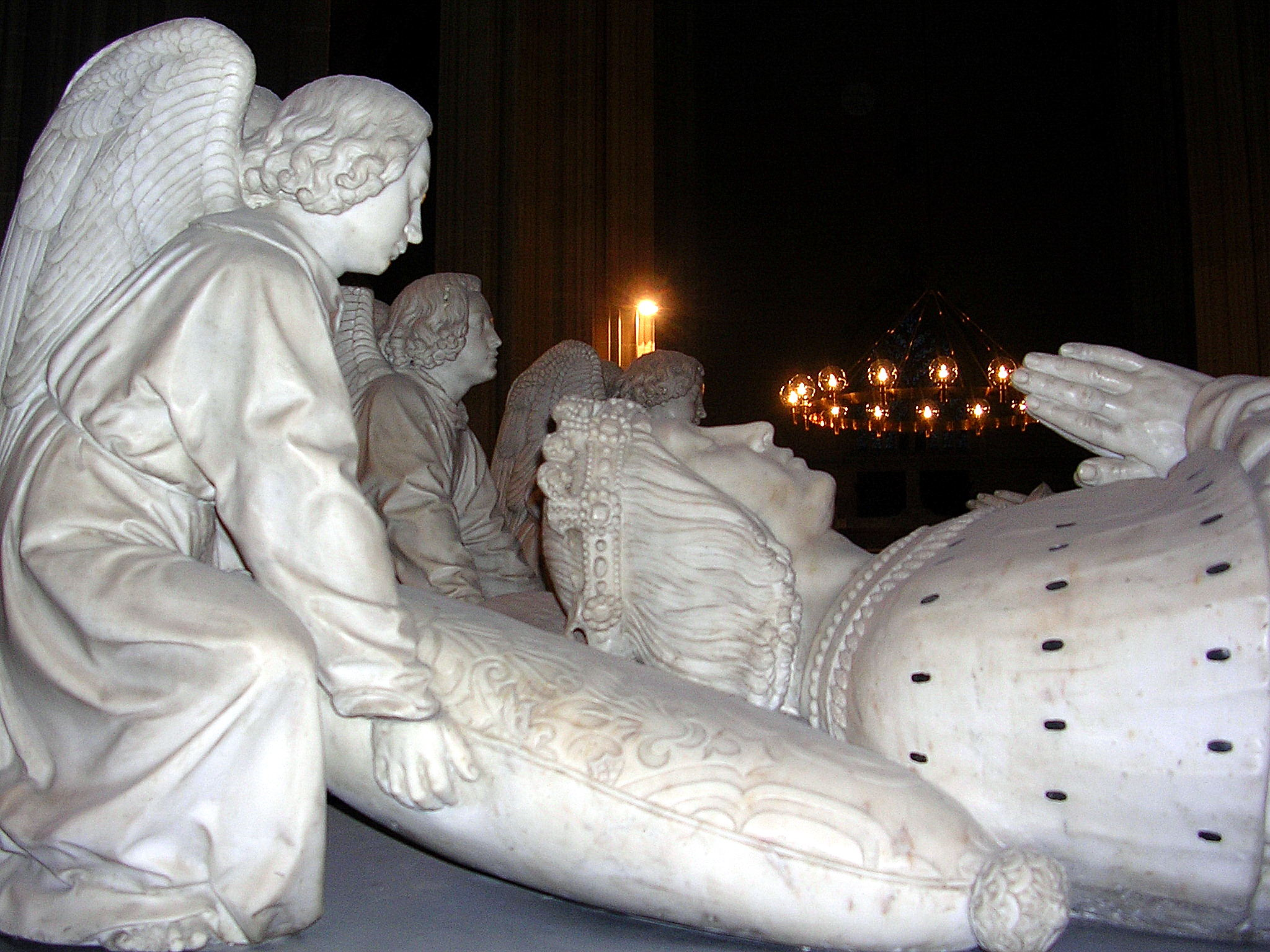
Надгробие герцога Франциска II Бретонского и его жены Маргариты де Фуа

Работал в Туре и Нанте. С его деятельностью связаны первые этапы развития французской ренессансной скульптуры.
Мишель Коломб по-своему использовал культуру итальянского Возрождения, вводил античные мотивы в пластику своих произведений и, что более важно, создавал новые по содержанию и форме образы. Именно такой работой является рельеф «Святой Георгий побеждает дракона» (1508—1509), окаймлённый изысканным ренессансным орнаментом. В строгих формах скульптор передаёт порыв коня, решительность и силу всадника, который вступил в бой с чудовищем.
Коломб создал тип надгробия, в котором нашли воплощение стоические отношения лица к смерти и прославление благотворительности покойного. Особенно ярко эти черты отразились в мемориальном памятнике герцога Франциска II Бретонского и его жены Маргариты де Фуа (1502—07, собор в Нанте). Рядом с еще готическим характером сооружения, сложной символикой здесь использован бесспорно ренессансный декор пилястрами, орнаментами. Но в большей степени присутствие ренессансной стилистики отражают сами образы: величественно-спокойные фигуры усопших, строго портретные черты их лиц. Четкой пластикой выделяются четыре аллегорических образа — «Сила», «Терпимость», «Справедливость», «Здравомыслие», что свидетельствует о поисках мастером нового эстетического идеала.
Ему приписывают группу «Положение в гроб» (1496, аббатство г. Салем). Автор медали в честь приезда Людовика XII в Тур (около 1500).